# Ерміт світлохвостий
Ермі́т світлохвостий (Threnetes leucurus) — вид серпокрильцеподібних птахів родини колібрієвих (Trochilidae). Мешкає в Амазонії і на Гвіанському нагір'ї. Раніше вважався конспецифічним з чорногорлим ермітом, однак був визнаний окремим видом.

## Опис

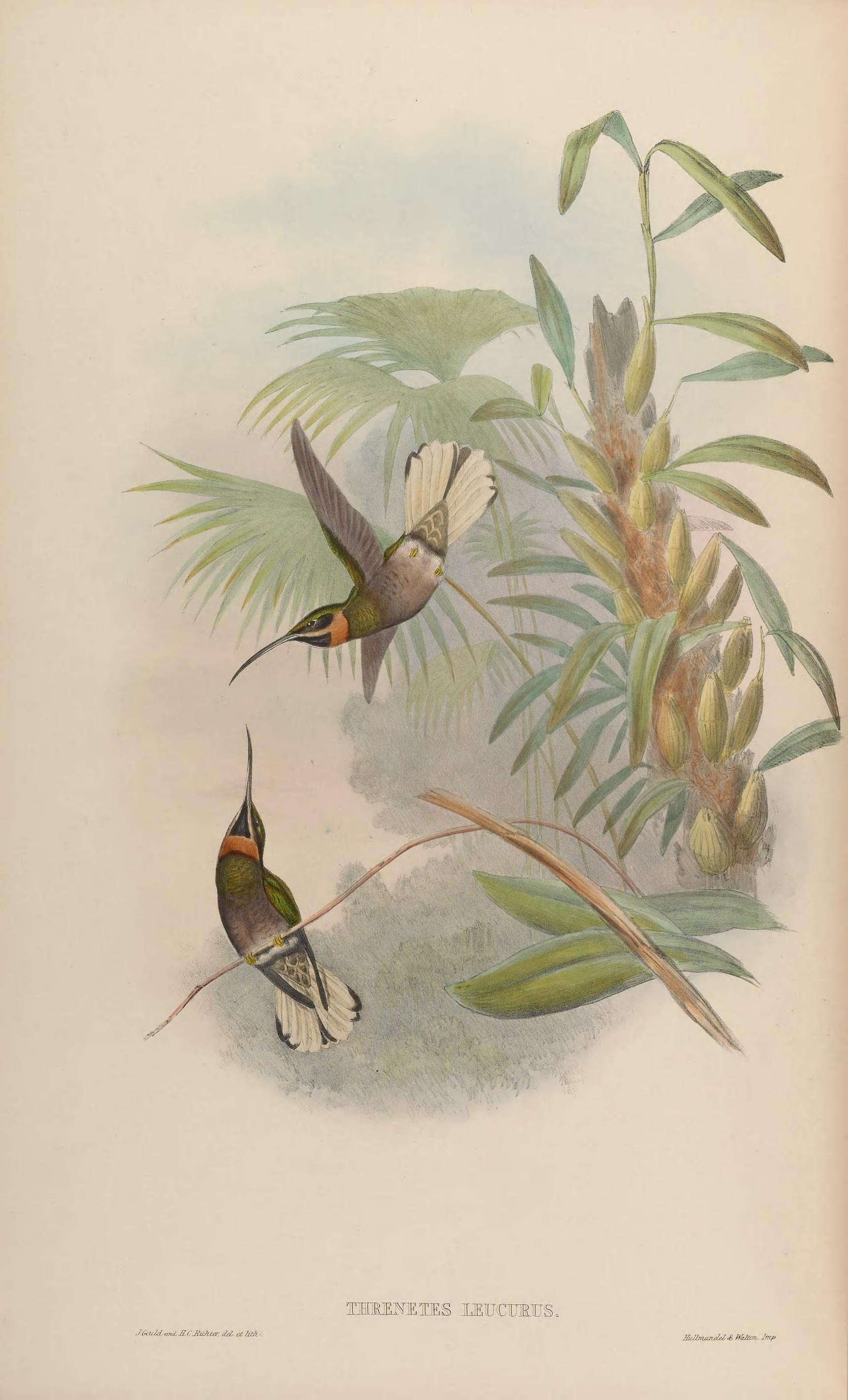
Світлохвості ерміти

Довжина птаха становить 10-12,2 см, самці важать 4-7 г, самиці 4-6,5 г. У самців верхня частина тіла, груди і боки бронзово-зелені, через очі ідуть темні смуги, під дзьобом світлі "вуса", горло чорннувате, окаймлене знизу рудувато-коричневою смугою. Решта нижньої частини тіла сірувата з охристим відтінком. Центральні стернові пера бронзово-зелені з білими кінччиками, наступні стернові пера білі, крайні стернові пера білі з чорними кінчиками. Дзьоб дещо вигнутий, зверху чорний, знизу білуватий з темним кінчиком, довжиною 29 мм, лапи жовтувато-коричневі.
У самиць дзьоб більш вигнутий, ніж у самців, а контраст між горлом, грудьми і животом менший. Забарвлення молодих птахів є подібне до забарвлення дорослих птахів, однак пера на тілі у них мають охристі краї. Представники різних підвидів дещо відрізняються за забарвленням хвоста і живота.

## Підвиди
Виділяють чотири підвиди:
- T. l. cervinicauda Gould, 1855 — схід Колумбії і Еквадору, північний схід Перу і північний захід Бразильської Амазонії;
- T. l. rufigastra Cory, 1915 — від східного Перу до північної Болівії;
- T. l. leucurus (Linnaeus, 1766) — від південної Венесуели до Гвіани, Бразильської Амазонії і північної Болівії;
- T. l. medianus Hellmayr, 1929 — північний схід Бразильської амазонії (на південь від Амазонки (схід Пари і північ Мараньяну).

## Поширення і екологія
Світлохвості ерміти мешкають в Колумбії, Еквадорі, Перу, Болівії, Бразилії, Венесуелі, Гаяні, Суринамі і Французькій Гвіані. Вони живуть у вологих рівнинних тропічних лісах, в галерейних лісах, в заболочених лісах ігапо та у варзейських лісах (тропічних лісах у заплавах Амазонки і її притоків). Зустрічаються на висоті до 1600 м над рівнем моря, переважно на висоті до 1100 м над рівнем моря.
Світлохвості ерміти живляться нектаром квітучих рослин з довгими, трубчастими квітами, зокрема нектаром Palicourea lasiantha, Psychotria bahiensis, Heliconia standleyi, Heliconia stricta, Drymonia coccinea, Drymonia semicordata, Sanchezia peruviana і Pseudobombax, переміщуючись за певним маршрутом, а також безхребетними, зокрема павуками. Гніздування відбувається переважно з вересня по березень. Гніздо чашоподібне, робиться з корінців, гілочок, листя і лишайників, прикріплюється до нижньої сторони пальмової гілки, зазвичай Euterpe oleracea або Oenocarpus bacaba, на висоті від 0,6 до 3,5 м над землею. В кладці 2 яйця розміром 17×9,5 мм і вагою 0,72 г. Інкубаційний період триває 16-18 днів, пташенята покидають гніздо через 21-25 днів після вилуплення.